# Hermaville
Hermaville ist eine französische Gemeinde mit 532 Einwohnern (Stand 1. Januar 2022) im Département Pas-de-Calais in der Region Hauts-de-France. Sie gehört zum Arrondissement Arras, zum Kanton Avesnes-le-Comte und zum Kommunalverband Campagnes de l’Artois.

## Lage
Die Gemeinde Hermaville liegt im Südosten des Artois, 15 Kilometer westnordwestlich von Arras. Nachbargemeinden von Hermaville sind Aubigny-en-Artois im Norden, Agnières und Capelle-Fermont im Nordosten, Habarcq im Südosten, Lattre-Saint-Quentin im Südwesten sowie Tilloy-lès-Hermaville im Westen.

## Bevölkerungsentwicklung
| Jahr                       | 1962 | 1968 | 1975 | 1982 | 1990 | 1999 | 2006 | 2013 | 2022 |
| -------------------------- | ---- | ---- | ---- | ---- | ---- | ---- | ---- | ---- | ---- |
| Einwohner                  | 343  | 329  | 313  | 402  | 456  | 455  | 518  | 533  | 532  |
| Quellen: Cassini und INSEE |      |      |      |      |      |      |      |      |      |

## Sehenswürdigkeiten

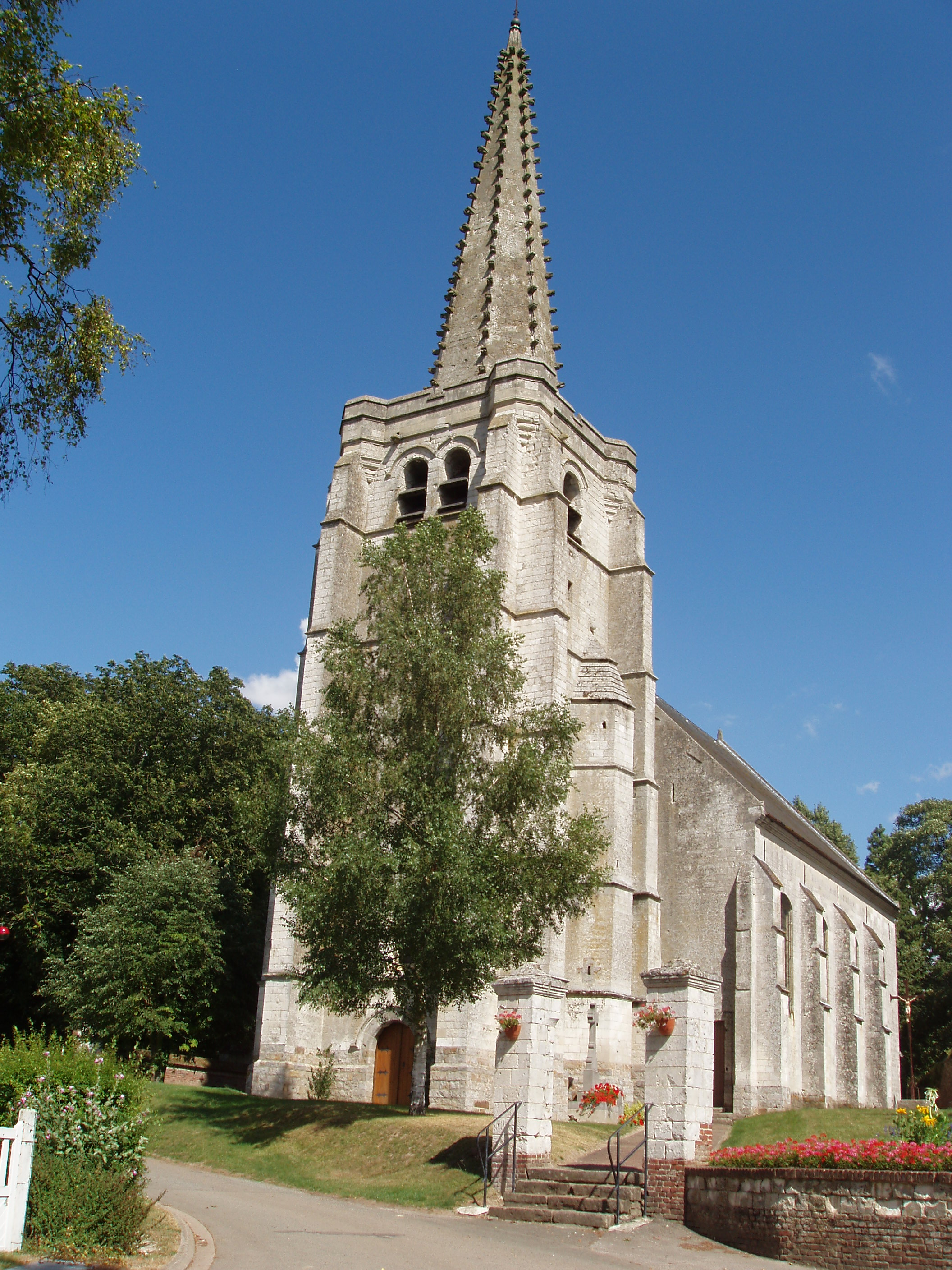
Kirche Saint-Georges
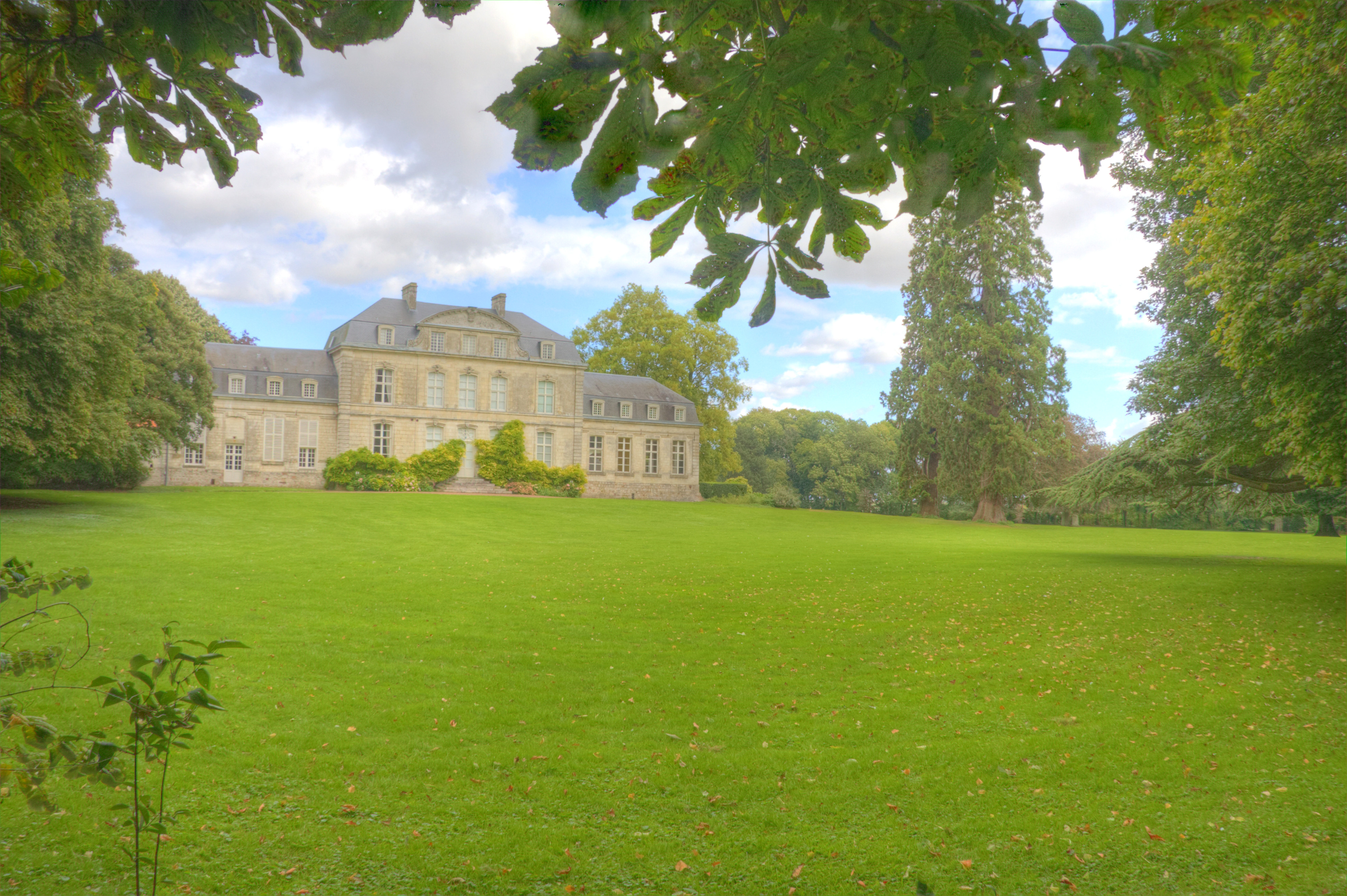
Schloss
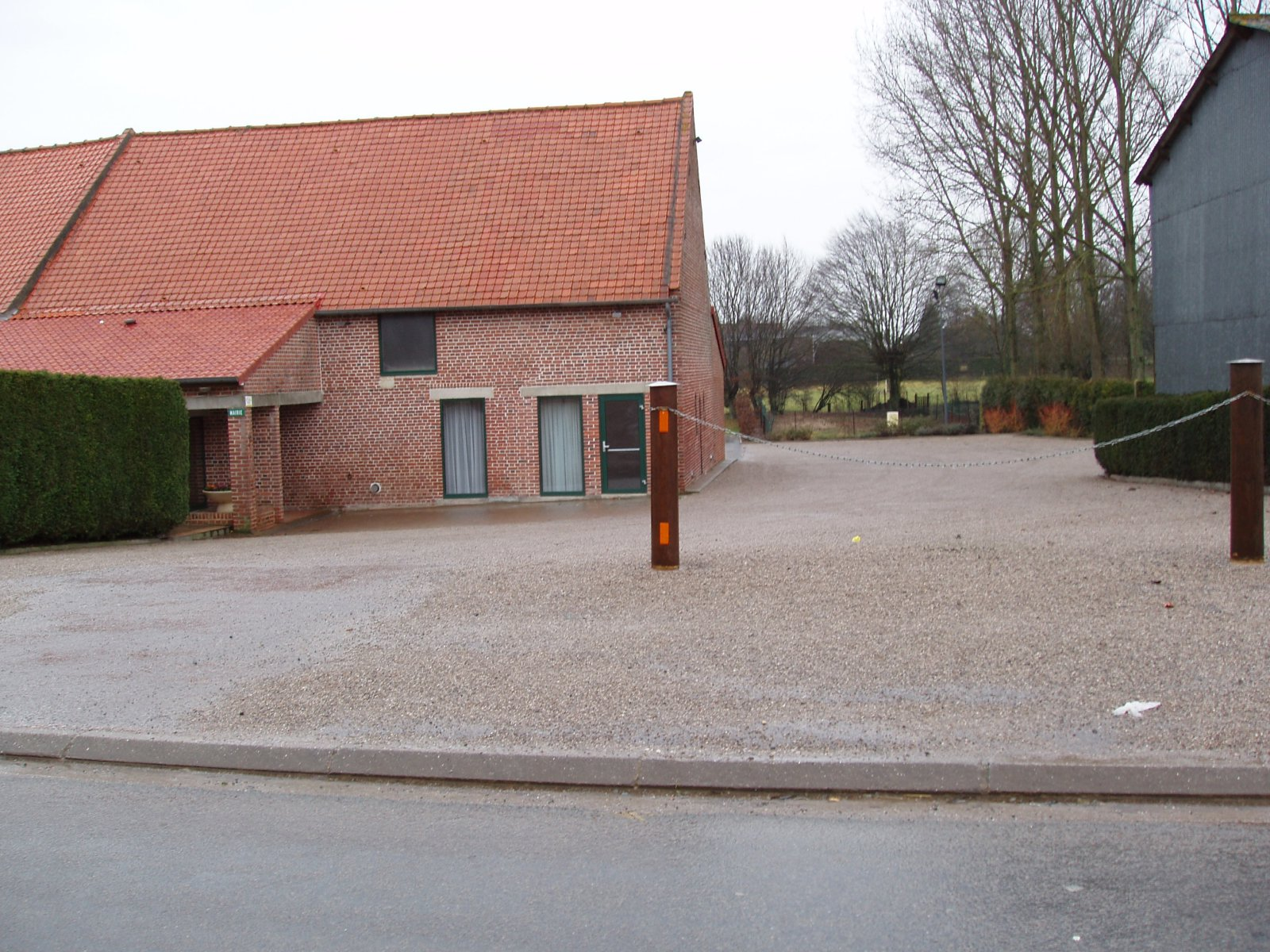
Gemeindefesthalle
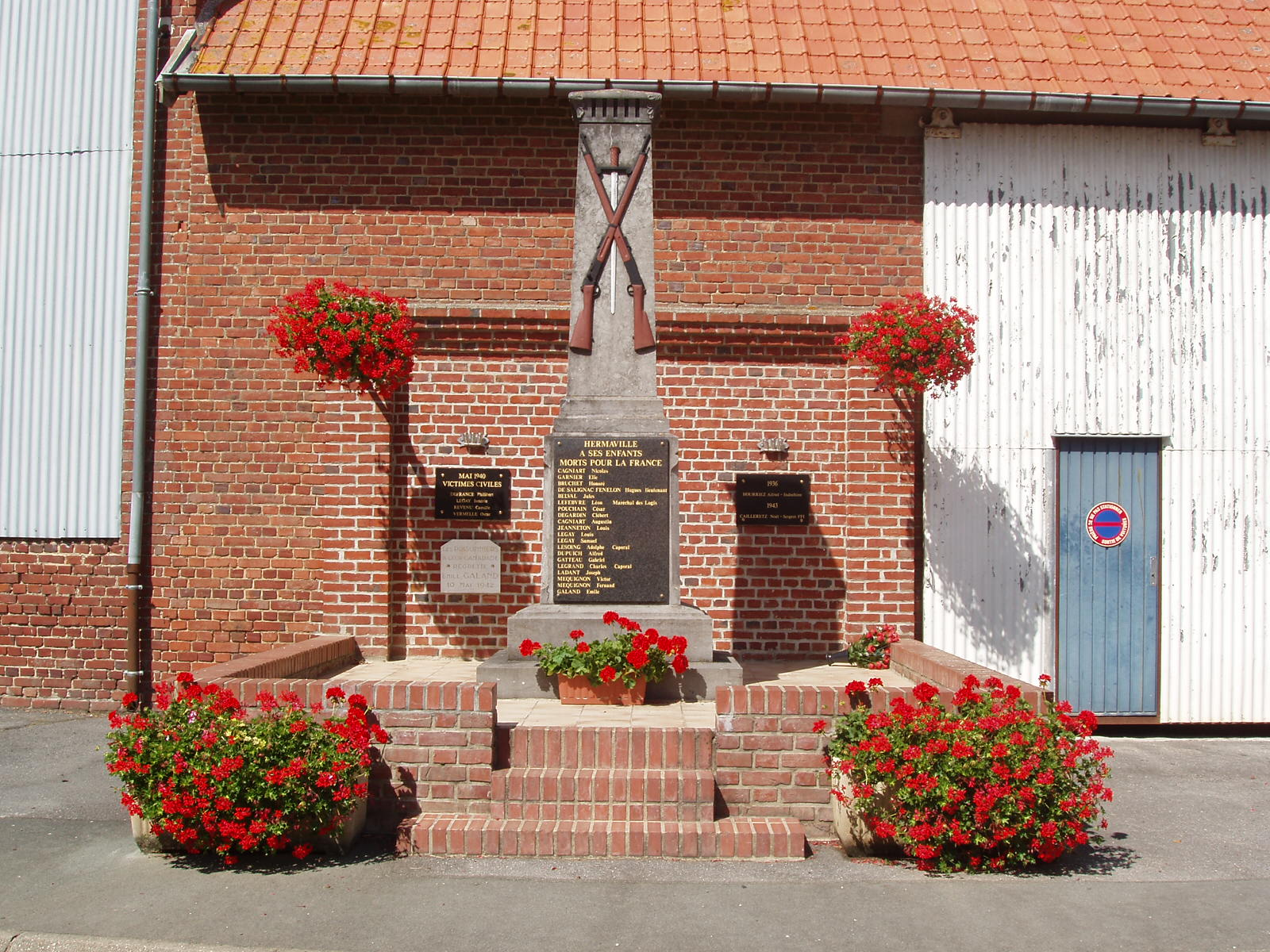
Gefallenendenkmal

- Botanischer Garten

- Kirche Saint-Georges
- Schloss
- Gemeindefesthalle
- Gefallenendenkmal